# Radio Kairo
Radio Kairo, englisch Radio Cairo, französisch Radio Le Caire usw. ist die nichtarabische Eigenbezeichnung für den staatlichen Hörfunk Ägyptens (arabisch الإذاعة المصرية al-idhāʿa al-misrīya) und damit insbesondere für dessen Auslands- und Fremdsprachendienst.

## Allgemeines
Neben den arabischsprachigen Inlandsprogrammen veranstaltet die National Media Authority (NMA) im Hörfunkbereich
- (pan-)arabische Programme, die jedenfalls auch fürs Ausland bestimmt sind (صوت العرب saut al-ʿarab ‚Stimme der Araber‘ seit dem 4. Juli 1953; إذاعة فلسطين idhāʿat filastīn ‚Radio Palästina‘ seit 1960; إذاعة وادى النيل idhāʿat wādī an-nīl ‚Radio Niltal‘ Richtung Sudan seit 1984),
- ein fremdsprachiges Inlandsprogramm (البرنامج الأوروبي المحلي al-barnāmadsch al-urubbī al-mahallīya ‚lokales Europa-Programm‘ in Englisch, Französisch und fünf weiteren Sprachen),
- und einen arabisch- wie fremdsprachigen Auslandsdienst (الإذاعات الموجهة al-idhāʿāt al-muwaddschaha ‚gerichtete Sendungen, Richtfunk‘, auch شبكة الإذاعات الدولية schabaka al-idhāʿāt ad-duwalīya ‚internationales Sendenetz‘, im arabischen Dienst auch صوت مصر saut misr ‚Stimme Ägyptens‘).

(Eine ähnliche Aufgabenteilung gab es in Westdeutschland mit dem Deutschlandfunk für In- und europäisches Ausland, dem Ausländerprogramm der ARD fürs Inland und der Deutschen Welle für Übersee.)
Die deutschsprachige Ansage Radio Kairo findet sowohl im lokalen Europa-Programm als auch im Auslandsdienst Verwendung.
Als Pausenzeichen dient bisweilen der Westminsterschlag, der auch vom Uhrturm der Universität Kairo erklingt.

## Europa-Programm

### Geschichte
1934 nahm der anfangs von der Marconi Company betriebene ägyptische Rundfunk seinen Dienst auf. Sein zweites Programm war das Europa-Programm (Luzerner Wellenplan: Kairo 1348 kHz, Alexandria 1429 kHz), bestimmt für die ausländische Bevölkerung in Ägypten. Zu den Sprachen Englisch und Französisch kamen später Griechisch, Italienisch, Deutsch, Armenisch und zuletzt 2021 Spanisch.

### Verbreitungswege
- UKW: Kairo 95,4 MHz, Alexandria 94,3 MHz, Hurghada 94,9 MHz und andere
- Nilesat 201: 11,766 GHz H
- Live-Streaming: via dailymotion.com
- Podcast (deutsch): wwdxc.de/kairo (November/Dezember 2021)

Zeitplan (Kairoer Zeit): 04–09 Uhr Englisch; 09–11 Uhr Französisch; 11–12 Uhr Armenisch; 12–13 Uhr Griechisch; 13–14 Uhr Italienisch; 14–15 Uhr Deutsch; 15–19 Uhr Englisch; 19–20 Uhr Spanisch, 20–22 Uhr Französisch; 22–02 Uhr Englisch; 02–04 Uhr Französisch.

### Deutsche Sendung
Die deutsche Sendung ist samstags bis donnerstags von 14 bis 15 Uhr Kairoer Zeit zu hören. Feste Rubriken sind neben den Nachrichten Sendungen wie Daten und Ereignisse, die Geschichte machten und Weisheit und gute Laune; dazu gibt es deutsche Musik.

## Auslandsdienst

### Geschichte
1939 begannen Sendungen auf Kurzwelle. Sendungen in deutscher Sprache wurden aus Kairo erstmals im Zweiten Weltkrieg unter britischer Kontrolle ausgestrahlt.
Nach der Ausrufung der Republik Ägypten im Jahr 1953 wurde der Auslandsdienst aufgebaut; als sein Gründungsdatum gilt der 3. Oktober 1953. Zu den ersten Sendesprachen gehörten Hebräisch (קול קהיר kol kahir), Indonesisch und Swahili. Unter dem Regime Gamal Abdel Nassers mit einer arabisch-sozialistischen Ausrichtung war dem Land an einer Öffnung und einer breiten Außenwirkung gelegen; zeitweise gab es Sendungen in 35 Sprachen. Seit 1958 sendet der Auslandsdienst auch auf Deutsch. In den 2020er-Jahren sind es circa 20 Sprachen: neben Arabisch, Englisch und Französisch für Asien Türkisch, Hebräisch, Persisch/Dari, Paschtu, Urdu und Indonesisch, für Afrika Afar, Amharisch, Somali, Swahili, Hausa und Fulfulde, für Europa Deutsch, Italienisch, Albanisch und Russisch sowie für Südamerika Portugiesisch und Spanisch.
Im Jahr 2011 gaben Hörer in Deutschland an, die Redaktion arbeite auch im Verlauf der Umwälzungen durch den Arabischen Frühling weitgehend ungestört weiter. Die Sendungen seien erstaunlich neutral und hörten sich teilweise amateurhaft und chaotisch an. Dies wurde auf die Lage im Land zurückgeführt, und die Sendungen wurden als „sehr authentisch“ wahrgenommen.

#### Arabic by Radio
1966 begründete der damalige Leiter des Auslandsdienstes Ali Rushdy nach dem Vorbild von English by Radio der BBC die Sprachkurs-Reihe Arabic by Radio (العربية بالراديو al-ʿarabīya bi-r-rādyū) auf Englisch; es folgten Französisch (1969), Türkisch (1984), Urdu, Swahili und Hausa (1993), Indonesisch und Persisch (1997), Albanisch (1998) sowie Paschtu (2000). Der Sprachkurs umfasst drei Stufen zu je 51 Einheiten à 15 Minuten Dauer. Dazu sind Begleitbücher erschienen. Als Titelmelodie der Sendung dient der Walzer aus dem zweiten Akt der Opern Ein Feldlager in Schlesien/L’étoile du nord von Giacomo Meyerbeer.

### Verbreitungswege
- Kurzwelle:[9] Abis 15 km südöstlich von Alexandria; Abu Zaʿbal 30 km nordöstlich des Zentrums von Kairo (Empfang schwierig).[10]

Zeitplan für Europa: 15–16 Uhr Albanisch, 17–19 Türkisch, 18–19 Italienisch, 19–20 Deutsch, 19–20 Russisch, 20–21¹⁵ Französisch, 21¹⁵–22⁴⁵ Englisch; Zeitplan für Südamerika: 22¹⁵–23³⁰ Portugiesisch, 23³⁰–00⁴⁵ Arabisch, 00⁴⁵–02 Spanisch (Angaben in UTC; Stand: Winter 2023/24).
Aufzeichnungen: im Internet unter wwdxc.de/kairo (deutsch) und auf Facebook unter Rádio Cairo em portugues (portugiesisch).
- Nilesat 201 (11,843 GHz H); Live-Streaming:

| Richtfunk 1                                             | Richtfunk 2                                                                           | Richtfunk 8                                                                                    | darin Arabic by Radio                                                                |
| 13:00 ara 16:00 eng (EAf) 18:00 --- 18:45 ful 20:00 --- | 13:00 dar 14:00 pus 16:00 urd 18:00 --- 19:00 eng (WAf) 20:30 --- 21:00 fre 23:00 --- | 04:00 swa 06:00 --- 10:15 ara 12:15 eng (As) 13:30 per 15:30 --- 16:00 swa 18:00 hau 20:00 --- | 13:10 eng 15:05 per 15:40 pus 16:50 swa 17:15 eng 17:30 urd 19:45 eng, hau 22:40 fre |
| Angaben in UTC; Stand: Winter 2023/24                   |                                                                                       |                                                                                                |                                                                                      |

### Deutsche Sendung
Die deutsche Sendung gibt es seit 1958. Ausgestrahlt wird sie täglich von 19 bis 20 Uhr UTC. 15 Minuten nach Beginn der Sendung gibt es Nachrichten. Weitere Themen sind Politik, Wirtschaft, Religion, Kultur und Geschichte; dazu gibt es ägyptisch-arabische Musik. Eine Besonderheit stellen die Sendungen zur Ägyptologie dar (etwa Sonderbare Orte in Ägypten montags/mittwochs/samstags; Erzählungen aus der altägyptischen Literatur dienstags; Ägyptische Dokumente sonntags). Sonntags steht auch der Hörerbriefkasten auf dem Programm, montags ein Quiz, freitags die Sendung Wussten Sie das? (Stand: Sommer 2020).